# Filosofía de las formas simbólicas
Filosofía de las formas simbólicas es el título de la obra principal del filósofo Ernst Cassirer. La primera edición apareció en Berlín en los años 1923-1929. 

## Estructura
Consta de tres volúmenes:
- 1r. Volumen: El lenguaje, 1923
- 2º. Volumen: El pensamiento mítico, 1925
- 3r. Volumen: Fenomenología del conocimiento, 1929

En general, el término "filosofía de las formas simbólicas" también se refiere al enfoque de Cassirer de la filosofía de la cultura como su filosofía (ver artículo principal Ernst Cassirer, sección "Filosofía de la cultura" ).

## La obra
En la Filosofía de las formas simbólicas, Cassirer expande su filosofía cultural y su filosofía de la ciencia en una mezcla de investigación sistemática e histórica. En el primer volumen sienta las bases para el análisis de las funciones mentales generales y formas de expresión del ser humano. En el primer volumen examina temáticamente el lenguaje, en el segundo el mito y la religión, y en el tercer volumen el conocimiento científico moderno.
El mensaje central de su obra es que siempre experimentamos el mundo a través de la mediación de ciertos sistemas de formación de signos y significados como el arte, la ciencia o la religión, a los que llama formas simbólicas. Como formas básicas de la cosmovisión, son específicamente "iguales" entre sí. Sin embargo, la equivalencia no proviene del hecho de que la explicación del rayo y el trueno por medio del dios del trueno o por medio de la electrodinámica deban tener un grado similar de verdad. Más bien, Cassirer piensa que las diferentes formas simbólicas no se pueden reducir entre sí: la posición de una obra de arte en el mundo y su recepción no pueden explicarse por la física, el papel del lenguaje no puede explicarse por el arte y el arte no puede explicarse por el pensamiento histórico.
A pesar de todo, con Cassirer el mito tiene una posición especial, ya que lo considera como la forma original del pensamiento humano. En el mito, primero se descompone el mundo, se crean estructuras (aunque aún no sean estructuras abstractas), se desarrolla la concisión y las múltiples impresiones se representan simbólicamente. Para Cassirer, el pensamiento mítico dio lugar a otras formas simbólicas como el arte, la historia, la ciencia, etc. en un proceso de desarrollo dialéctico. Sin embargo, Cassirer no representa la idea de un esquema de desarrollo ascendente monolineal, por ejemplo, del mito a la religión y al conocimiento científicamente probado (como lo hace Hegel). Más bien, en el centro de su filosofía cultural está la irreducibilidad de las formas simbólicas como mundos independientes con estructuras internas independientes.